# Грачаць (Скрадин)
Грачаць (хорв. Gračac) — населений пункт у Хорватії, у Шибеницько-Книнській жупанії у складі міста Скрадин.

## Населення
Населення за даними перепису 2011 року становило 179 осіб.
Динаміка чисельності населення поселення:

## Клімат
Середня річна температура становить 14,57 °C, середня максимальна – 28,42 °C, а середня мінімальна – 0,90 °C. Середня річна кількість опадів – 779 мм.
| Клімат поселення                              | Клімат поселення | Клімат поселення | Клімат поселення | Клімат поселення | Клімат поселення | Клімат поселення | Клімат поселення | Клімат поселення | Клімат поселення | Клімат поселення | Клімат поселення | Клімат поселення | Клімат поселення |
| Показник                                      | Січ.             | Лют.             | Бер.             | Квіт.            | Трав.            | Черв.            | Лип.             | Серп.            | Вер.             | Жовт.            | Лист.            | Груд.            |                  |
| Середній максимум, °C                         | 10,49            | 11,30            | 14,13            | 17,43            | 22,42            | 26,21            | 28,42            | 28,08            | 23,87            | 19,57            | 13,98            | 10,64            |                  |
| Середня температура, °C                       | 5,70             | 6,51             | 9,34             | 12,64            | 17,64            | 21,41            | 24,59            | 24,25            | 20,04            | 15,74            | 10,16            | 6,83             |                  |
| Середній мінімум, °C                          | 0,90             | 1,72             | 4,55             | 7,84             | 12,83            | 16,61            | 20,77            | 20,44            | 16,22            | 11,92            | 6,34             | 3,01             |                  |
| Норма опадів, мм                              | 69               | 60               | 66               | 70               | 56               | 53               | 30               | 45               | 76               | 81               | 94               | 79               |                  |
| Середньомісячна швидкість вітру, м/с          | 2.32             | 2.50             | 2.71             | 2.61             | 2.30             | 2.10             | 2.12             | 1.99             | 2.10             | 2.19             | 2.62             | 2.55             |                  |
| Середньомісячна сонячна радіація, кДж/м²·день | 5247             | 8030             | 11697            | 16415            | 20422            | 22991            | 24662            | 21464            | 15998            | 10311            | 5721             | 4457             |                  |
| --------------------------------------------- | ---------------- | ---------------- | ---------------- | ---------------- | ---------------- | ---------------- | ---------------- | ---------------- | ---------------- | ---------------- | ---------------- | ---------------- | ---------------- |
| Джерело:                                      |                  |                  |                  |                  |                  |                  |                  |                  |                  |                  |                  |                  |                  |